# Красная Звезда (Жамбылская область)
Кра́сная Звезда́ (каз. Қызыл Жұлдыз) — село в Байзакском районе Жамбылской области Казахстана, административный центр и единственный населённый пункт Кызылжулдызского сельского округа.

## География
Село расположено в юго-западной части Байзакского района, на левом берегу реки Талас, в непосредственной близости с областным центром городом Тараз, в 10 километрах к юго-западу от районного центра села Сарыкемер. Ближайшая железнодорожная станция Талас — расположена в 3 километрах к востоку от села (по дороге — 5,7 км). Соседние населённые пункты: Талас в 1 километре к северо-востоку, Костобе в 3 километрах к северо-востоку. Транспортное сообщение осуществляется по автодорогам КН-6 и A2. Высота центра населённого пункта — 603 метров над уровнем моря.

## История
Решением Жамбылского областного маслихата и Акима Жамбылской области от 28 марта 1997 года «Об упорядочении административно-территориального устройства поселков, аулов (сел) и аульных (сельских) округов области», село Красная Звезда было переведено в состав Байзакского района из Жамбылского района.

## Население
| Численность населения | Численность населения | Численность населения |
| 1989                  | 1999                  | 2009                  |
| --------------------- | --------------------- | --------------------- |
| 2302                  | ↗4593                 | ↗5070                 |